# Ancienne Brasserie

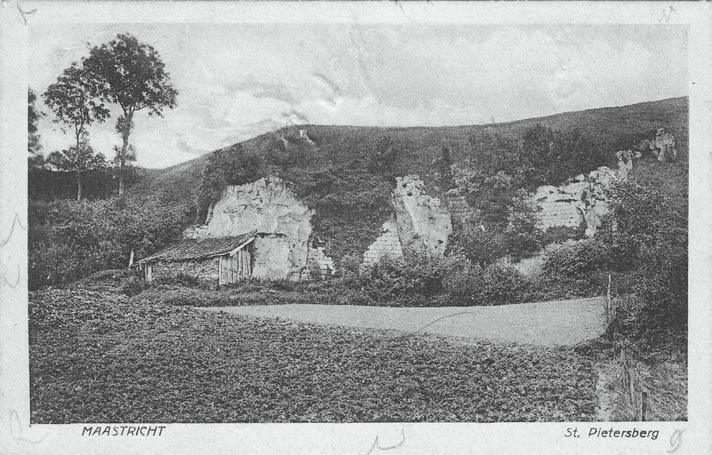
Ancienne Brasserie op prentbriefkaart uit 1920

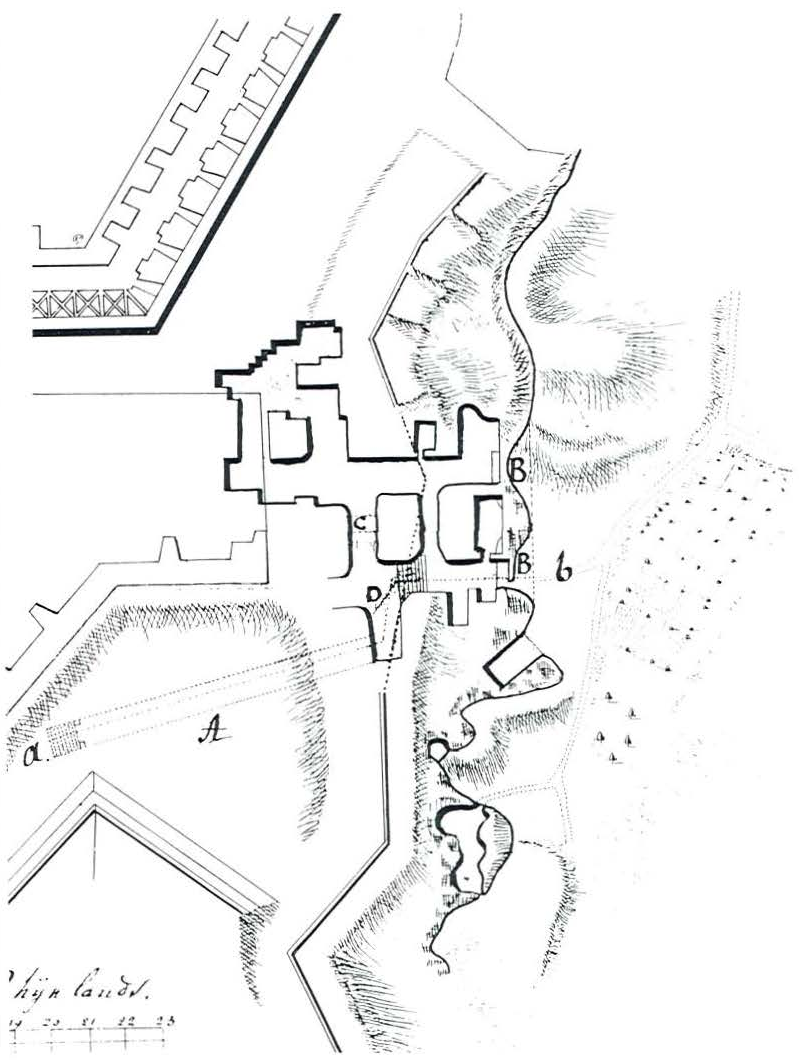
de Ancienne Brasserie op een kaart uit de 19e eeuw (noorden is onderop de kaart): ingangen bij B, A is de mogelijk aangelegde trap

De Ancienne Brasserie of Ancient Brasserie is een voormalige Limburgse mergelgroeve in Nederlands Zuid-Limburg in de gemeente Maastricht. De groeve ligt in de oostelijke dalwand van het Jekerdal en op de noordwestelijke helling van de Sint-Pietersberg. De Ancienne Brasserie is de meest noordelijke groeve van de Sint-Pietersberg, gelegen ten noordwesten van het Fort Sint Pieter tussen de Mergelweg en het fort/Oog van Sint Pieter.
Op ongeveer 175 meter naar het zuidwesten lag de Grote Ingang van het Noordelijk Gangenstelsel.

## Geschiedenis
De groeve werd door blokbrekers ontgonnen voor de winning van kalksteenblokken.
In 1817 zou er volgens Jean-Baptiste Bory de Saint-Vincent een instorting hebben plaatsgevonden in de Ancienne Brasserie.
In 1819 werd het stelsel van de Ancienne Brasserie aangeduid op de kaart van Jean-Baptiste Bory de Saint-Vincent.

## Groeve
De Ancienne Brasserie is een klein gangenstelsel dat bestaat uit drie ingangen en meerdere gangen. Vanuit de groeve is er mogelijk een trap geweest naar punt dat ongeveer 20 meter hoger lag nabij het fort.
De groeve had geen ondergrondse verbinding met andere groeves in de Sint-Pietersberg.